# Arthur Smith Woodward
Sir Arthur Smith Woodward, FRS (Macclesfield, 23 mei 1864 - Haywards Heath, 2 september 1944) was een Brits paleontoloog, bekend als een wereldexpert op het gebied van fossiele vissen. Hij beschreef ook de fossielen van de Piltdown Man, waarvan later werd vastgesteld dat ze frauduleus waren. Hij is geen familie van Henry Woodward, die hij verving als conservator van de afdeling geologie van het British Museum of Natural History.

## Biografie
Woodward werd geboren in Macclesfield, Cheshire, Engeland en werd daar opgeleid en aan het Owens College in Manchester. Hij trad toe tot de staf van de afdeling geologie van het Natural History Museum in 1882. Hij werd assistent-conservator van de geologie in 1892 en conservator in 1901. Hij werd benoemd tot secretaris van de Palaeontographical Society en in 1904 werd hij benoemd tot voorzitter van de Geological Society. Hij werd in juni 1901 verkozen tot Fellow van de Royal Society.
Hij was de wereldexpert op het gebied van fossiele vissen en schreef zijn Catalogue of the Fossil Fishes in het British Museum (1889-1901). Zijn reizen omvatten reizen naar Zuid-Amerika en Griekenland. In 1901 deed hij voor de beheerders van het Natural History Museum opgravingen van fossiele botten uit Pikermi (bij Athene). Zijn bijdrage aan de paleoichthyologie resulteerde in het ontvangen van vele onderscheidingen, waaronder een Royal Medal van de Royal Society in 1917, de Lyell and Wollaston-medailles van de Geological Society, de Linnean-medaille van de Linnean Society en de Clarke-medaille van de Royal Society of New South Wales in 1914. Hij trok zich terug uit het museum in 1924. In 1942 ontving Woodward de Mary Clark Thompson-medaille van de National Academy of Sciences van de Verenigde Staten.
Woodwards reputatie leed onder zijn betrokkenheid bij de Piltdown Man-affaire, waar hij een naam gaf aan een nieuwe soort mensachtigen uit Zuid-Engeland, waarvan uiteindelijk werd ontdekt (na de dood van Woodward) dat het een vervalsing was, waaraan hij evenwel geen directe schuld had.
Woodward was een vooraanstaand pleitbezorger van orthogenese. Hij geloofde dat er een algemene trend in de evolutie aanwijbaar was in het fossielenarchief en speculeerde dat het menselijk brein het product van zo'n trend zou kunnen zijn. Hij besprak zijn opvattingen over de menselijke evolutie in zijn boek The Early Englishman (1948).

## Privéleven en overlijden
Hij trouwde in 1894 met Maud Leanora Ida Seeley, de dochter van zoöloog Harry Govier Seeley.
Woodward overleed in 1944 op 80-jarige leeftijd in Haywards Heath, Sussex.